# تأريخ الثورة الفرنسية
يمتد تأريخ الثورة الفرنسية على نحو مائتي عام ماضية من الزمن، إذ سعى المفسرون والمؤرخون للإجابة على الأسئلة المتعلقة بجذور الثورة ومفهومها وآثارها. بحلول العام 2000، تحدث العديد من المؤرخين يتحدثون عن ميدان الثورة الفرنسية بأنه كان في اضطراب فكري. طُعن بالنموذج أو النمط الفكري القديم الذي يُركز على الصراع الطبقي، لكن لم يحظ أي نموذج توضيحي بدعم شائع. ومع ذلك، لازال هناك إقرار واسع الانتشار مفاده أن الثورة الفرنسية كانت نقطة التحول بين العصر ما قبل الحديث والعصر الحديث من التاريخ الغربي.

## المؤرخين المعاصرين ومؤرخي القرن التاسع عشر
الأدب في الفرنسية واسع، وبالإنجليزية هائل.

### المؤرخين الفرنسيين - أدولف تيير
نُشر أول عمل مهم حول الثورة من قِبل مؤرخ فرنسي بين عامي 1823 و1827 وهو المؤرخ أدولف تيير. أنشأ كتابه المشهور تاريخ الثورة الفرنسية، في عشر مجلدات، سمعته الأدبية وأطلق سيرته المهنية السياسية. بيع من هذا العمل المتكامل ذو المجلدات العشر، عشرة آلاف مجموعة، وهو عدد كبير جدًا في ذلك الوقت. طُبع منه أربعة إصدارات أخرى. كان سجل تيير يحظى بشعبية ولاسيما في الحلقات الليبرالية وبين الباريسيين الأكثر شبابًا. كُتب خلال فترة استعادة المَلكية، حين كان العلم ثلاثي الألوان وغناء نشيد لامارسييز ممنوعًا، أشاد الكتاب بمبادئ وقادة وإنجازات ثورة عام 1789؛ كان الأبطال الحقيقيون ميرابو ولافاييت وقادة معتدلين آخرين. أدان الكتاب مارات وروبزبيير وقادة متطرفين آخرين، وأدان المَلَكية أيضًا والأرستقراطية ورجال الدين لعجزهم عن التغير. لعب الكتاب دورًا بارزًا في تقويض شرعية نظام آل بوربون المتمثل بشارل العاشر، وتحقيق ثورة يوليو عام 1830. تقدم تيير ليصبح نائبًا، ورئيسًا للوزراء لمرتين وأول رئيس للجمهورية الفرنسية الثالثة. ترأس أيضًا الحكومة الفرنسية عام 1871 التي قمعت كومونة باريس (أو الثورة الفرنسية الرابعة).
أُشيد بتأريخ تيير للثورة من قِبل المؤلفين الفرنسيين شاتوبريان وستاندل وسانت-بوف، وتُرجم إلى الإنجليزية (1838) والإسبانية (1889)، وأكسبه مقعدًا في الأكاديمية الفرنسية عام 1834. حاز على تقدير أقل من قِبل النقاد البريطانيين، يرجع السبب الأكبر إلى نظرته المتحيزة إلى الثورة الفرنسية ونابليون بونابارت. قال المؤرخ البريطاني توماس كارلايل، الذي كتب تأريخه الخاص حول الثورة الفرنسية، قائلًا بأنه «أبعد ما يكون عن استحقاق سمعته الكبيرة»، إلا أنه اعترف بأن تيير «رجلٌ مُفعم بالحيوية بطريقته الخاصة، وسيخبرك الكثير إن كنت لا تعرف شيئًا». كتب المؤرخ البريطاني هيو تشيشولم في إصدار عام 1911 من الموسوعة البريطانية، «عمل تيير التأريخي موسوم بعدم الدقة، بالتحامل الذي يتعدى حدود الظلم غير المقصود، وباللامبالاة التامة تقريبًا للأسس الموضوعية بالمقارنة مع نجاحات أبطاله».

### هجمات من اليمين
بدأ سيل الكتب الرائدة مع كتاب إدموند بيرك انعكاسات حول الثورة في فرنسا (1790). أسس من خلاله تيار التفكير المحافظ، وفيه حتى ثورة يوليو 1789 «تمادت في حدودها». لا يُدرَّس كتابه اليوم كثيرًا كجزء من دراسات الثورة، لكن باعتباره كلاسيكية من الفلسفة السياسية المحافظة. في فرنسا، كانت نظريات المؤامرة منتشرة في المناخ السياسي المشحون جدًا، منها نظرية القسيس بارويل في كتابه مذكرات توضح تاريخ اليعقوبية (1797 – 1798)، الذي لربما كان أكثر عمل مؤثر، ويجادل فيه بأن ماسونيين أحرار ومعارضين آخرين كانوا مسؤولين عن محاولة لتدمير المَلَكية والكنيسة الكاثوليكية. كان إيبوليت تين (1828 – 1893) من بين المنشئين الأكثر محافظة للتاريخ الاجتماعي. عمله الأكثر شهرة هو جذور فرنسا المعاصرة (1875 – 1893).
ظهرت دراسات بسيطة عديدة، مثل الثورة الفرنسية: دراسة في الديمقراطية من قِبل الكاتبة البريطانية نيستا وبستر، ونُشر عام 1919. طور النظرية القائلة بأن التقدم المُحرز في الثورة الفرنسية كان متأثرًا بدرجة كبيرة بمؤامرة اضطلعت بها «محافل الأحرار الماسونيين والمتنورين الألمان». اقتنع ونستون تشرشل بهذه النظرية، وكتب عام 1920: «ترجع هذه المؤامرة المضادة للحضارة إلى أيام وايسهاوبت ... بكونها مؤرخة معاصرة أظهرت السيدة وبستر هذا الأمر ببراعة كبيرة، لعبت دورًا واضحًا على الثورة الفرنسية».

### الدعم الليبرالي بين عامي 1789 – 1791
يمكن وصف النهج الليبرالي المتبع إزاء الثورة عمومًا من خلال دعمه لإنجازات المجلس الوطني المتعلقة بالمَلًكية الدستورية لكنه يدحض أعمال العنف المتطرفة اللاحقة مثل غزو التويلري وعهد الإرهاب. أحدث المؤرخون الفرنسيون في النصف الأول من القرن التاسع عشر، مثل السياسي ورجل الخطابات فرانسوا غيزو (1787 – 1874)، والمؤرخ فرانسوا مينيه (نشر تاريخ الثورة الفرنسية عام 1824)، والفيلسوف الشهير ألكسيس دو توكفيل (النظام القديم والثورة، 1856)، هذا الأسلوب وكتبوا من خلاله.
- جول ميشليه (1798 – 1874) – نُشر كتابه تاريخ الثورة الفرنسية، بعد ثورة عام 1848، ويُعتبر سجل تاريخي مهم. يجادل المؤرخ فرانسوا فوريه، قائد مدرسة الحوليات، بأن سرده التاريخي المؤلف من عدة مجلدات يبقى «حجر الزاوية لكل التأريخ الثوري وهو أيضًا نصب أدبي».[10] أكد أسلوبه البليغ على أيدلوجيته الجمهوريانية المعادية لرجال الدين.

### آخرين في القرن التاسع عشر
من المؤرخين الآخرين في القرن التاسع عشر:
- لويس بلان (1811 – 1882) – يعرض كتاب بلان ذو المجلدات الثلاثة عشر، تاريخ الثورة الفرنسية (1847 – 1862)، آراء اشتراكية طوباوية، ويتعاطف مع اليعقوبية.
- تيودور غوسلين (1855 – 1935) – معروف أكثر باسمه المستعار «جي. لينوتر».
- ألبير سورل (1842 – 1906) – مؤرخ دبلوماسي؛ أوروبا والثورة الفرنسية (8 مجلدات، 1895 – 1904)؛ تُرجم قسم تمهيدي من هذا العمل باسم أوروبا تحت النظام القديم (1947).
- إدغار كينيه (1803 – 1875) – قومي معادي للكاثوليكية ومن أنصار الحركة الرومانسية المتأخرة.

### كارلايل
لايزال كتاب توماس كارلايل ذو المجلدات الثلاثة، الثورة الفرنسية، تاريخ (1837)، أحد أشهر الأعمال الإنجليزية حول الثورة. هو عمل رومانسي، من ناحية الأسلوب ووجهة النظر. عاطفي في قلقه على الفقراء واهتمامه بمخاوف وآمال الثورة، وكان مهتمًا بنقل انطباعه عن آمال وتطلعات الشعب (ومعارضته للأيدولوجية المتحجرة – «تعاليم» أو «تجريدات» – كما دعاها) أكثر من اهتمامه بالالتزام الصارم بالحقيقة. لربما يرجع سبب الانفعال وحدّة النص التي لا شك فيهما إلى الحادثة الشهيرة، وذلك حين أرسل النسخة الكاملة من مسودة المجلد الأول إلى جون ستيوارت ميل حتى يُعلق عليه، فحرقته خادمة ميل دون قصد، مما أجبر كارلايل على البدء من الصفر. كتب إلى رالف والدو إمرسون أن كتابة هذا الكتاب كانت « أبغض عمل قمت به على الإطلاق».

### الأناركيين
في عام 1909، نشر بيتر كروبوتكين، أناركي روسي، كتاب الثورة الفرنسية العظيمة، الذي يحاول جمع المنهج السياسي مع منظور الإنسان العادي وإسهامه إلى الثورة.

## أولارد ودراسات أكاديمية
كان ألفونس أولارد (1849 – 1928) أول مؤرخ متخصص بالثورة؛ شجع الدراسات العليا والإصدارات البحثية والدوريات الثقافية. شُجع تعيينه إلى السوربون ومُوِّل من قِبل الجمهوريين في الحكومة الوطنية وحكومة وباريس، لكنه لم يكن بنفسه منخرطًا في السياسات الحزبية. عزز منظور الثورة الجمهوري والبرجوازي والمعادي لرجال الدين. من عام 1886، حاضر في السوربون، وعلم طلاب الدراسات العليا، وأسس رابطة تاريخ الثورة، وحرر المجلة البحثية الثورة الفرنسية. جمع ونشر العديد من المصادر الأولية الرئيسية. أعطى المجال صفة احترافية، مُبتعدًا عن الدراسات الأدبية ذات المجلدات العديدة والتي تستهدف الجمهور المترف، معززًا مبادئ سياسية خاصة، وهو ما ميّز الكتابة عن الثورة قبل ثمانينيات القرن التاسع عشر. استهدف عمله بالأحرى زملائه الدارسين والباحثين. جادلت تفسيراته الواسعة بأنه:
من وجهة النظر الاجتماعية، تمثلت الثورة في مكافحة ما كان يُدعى بالنظام الإقطاعي، في تحرير الفرد، في تقسيم أوسع للمُلكية، في إلغاء امتيازات الأصل النبيل، وتحقيق المساواة، وتبسيط الحياة.... اختلفت الثورة الفرنسية عن ثورات أخرى في كونها ليست وطنية فحسب، بل لأنها تعود بالفائدة على الإنسانية كلها.
كان تأريخ أولارد مبنيًا على الفلسفة الوضعية. كان الافتراض هو الأهمية البالغة للمنهجية وأنه من واجب المؤرخ أن يقدم الوقائع كما هي في ترتيب زمني، وأن يحلل الروابط بين الحقائق، ويُقدم التفسير الأكثر ترجيحًا. كان التوثيق الكامل بناءً على البحث في المصادر الأولية أمرًا أساسيًا. تولى زمام المبادرة في تعليم طلاب الدراسات العليا على الاستخدام الصحيح للمصادر الأولية وتحليلها. ركزت مجلدات أولارد الأربعة الشهيرة حول تأريخ الثورة على القضايا التقنية.
فضلت كتب أولارد دراسة المناظرات البرلمانية، وليس أفعال الشارع؛ المؤسسات، وليس حركات العصيان. شدد على الرأي العام، والانتخابات، والأحزاب، والغالبية البرلمانية، والتشريعات. أدرك التعقيدات التي منعت الثورة من تحقيق كل وعودها المثالية – مثلما جعلت تشريعات عام 1793 حق الانتخاب عموميًا لكل الرجال الفرنسيين، لكنها أيضًا أسست ديكتاتورية عهد الإرهاب.